# Sábado por la noche
Sábado por la noche, estilizado como SxN y su eslogan,  Una conversación necesaria, fue un programa de conversación chileno, transmitido por Mega entre el 25 de julio de 1998 y el 28 de diciembre de 2013. Fue producido por UNIACC (1998-2011) y la Universidad de las Américas UDLA (2011-2013).

## Historia
El 25 de julio de 1998 se emitió el primer capítulo de SxN, bajo el nombre de Fiebre de Sábado por la noche, a cargo del animador Juan Carlos "Pollo" Valdivia y desde entonces han desfilado cientos de invitados, compartiendo una conversación agradable y amena en cada programa, a este espacio han asistido diversos rostros de televisión, artistas, deportistas y cantantes como: Don Francisco, Felipe Camiroaga, Karen Doggenweiler, Delfina Guzmán, Héctor Noguera, Elías Figueroa, Sergio Livingstone, Julio Martínez, Jon Secada, Ana María Polo, José Alfredo Fuentes, Luis Jara, entre otros.
SxN ha sido conducido por Juan Carlos "Pollo" Valdivia entre 1998 y agosto de 2004, José Miguel Viñuela entre agosto de ese año y 2012, Giancarlo Petaccia en ese año y finalmente desde marzo de 2013 hasta su término Francisco Kaminski.
Desde sus inicios Sábado por la noche fue grabado en los estudios de la Universidad Uniacc, hasta noviembre de 2011, desde esa fecha hasta su final en diciembre de 2013 se grababa desde los estudios de la Facultad de Comunicaciones de la Universidad de las Américas (UDLA).
SxN cuenta en sus laureles premios como el APES 2001 como Mejor Programa de Conversación y el 2011 recibe el premio TV-Grama en la misma categoría, también es uno de los programas vigentes con más años en pantalla del país.